# Небезпечна зона (мультсеріал)
«Небезпечна зона» — український анімаційний серіал, створений студією «Мамахохотала».

## Сюжет
Дія серіалу відбувається у містечку Крилів. В ньому виникла зона екологічної катастрофи: звалище радіаційних відходів. Влада евакуювала всіх жителів і обнесли місце катастрофи парканом. Згодом всі звірі, які залишилися в зоні еволюціонували і створили соціум. Разом з ними, в «небезпечній зоні» залишилася жити тільки одна українська родина. Карпенко намагаються жити звичайним життям пересічної української сім'ї, хоча в соціумі антропоморфних тварин це не так вже і просто робити.

## Персонажі
- Толік Карпенко (озвучений Євгеном Малухою) — голова родини, до катастрофи працював ветеринаром у місцевій клініці. Після катастрофи працює там єдиним лікарем.
- Оля (озвучена Оленою Узлюк) — дружина Толіка, домогосподарка.
- Андрій (озвучений Андрієм Куксою) — прийомний син Толіка. Цинічний підліток, у якого пранки та жарти над батьком — головна життєва потреба.
- Іра (озвучена Іриною Хоменко) — старша донька Олі. Схиблена на соціальних мережах, гаджетах та популярності.
- Дід Мирон (озвучений Радміром Мухтаровим) — найстарший член родини. Відкрито ненавидить людозвірів та прагне їх знищити.
- Черепах (озвучений Віталієм Ізмалковим) — черепаха, що раніше жила в акваріумі у Карпенків, але тепер еволюціонувала та продовжує мешкати з ними.
- Зорян (озвучений Борисом Георгієвським) — сом, сусід Карпенків, товариш Толіка та Черепахи. Постає в образі гламурного й багатого тусовщика.
- Захар (озвучений Михайлом Карпанем) — бобер, анестезіолог в клініці. Має алкогольну залежність.
- Зоя Петрівна (озвучена Мартою Мольфар) — головний лікар клініки, де працює Толік.

## Реліз
Показ трейлеру серіалу відбувся 19 травня 2018 року на фестиваль «Kyiv Comic Con».
Прем'єра перших двох пілотних серій відбулася 1 січня 2019 року на телеканалі «НЛО TV». Показ першого сезону, що складався з 8 епізодів (включно з 2 пілотними серіями) тривав з 6 жовтня до 24 листопада 2019 року.
31 грудня 2020 року впродовж дня «НЛО TV» показав в етері повністю увесь 2 сезон, що складався з 10 епізодів.

## Епізоди
| Сезон | Сезон | Епізоди | Оригінальні покази | Оригінальні покази |
| Сезон | Сезон | Епізоди | Прем'єра           | Фінал              |
| ----- | ----- | ------- | ------------------ | ------------------ |
|       | 1     | 8       | 1 січня 2019       | 22 листопада 2019  |
|       | 2     | 10      | 31 грудня 2020     | 31 грудня 2020     |

### Сезон 1 (2019)
| Серія (загалом) | Серія (в сезоні) | Назва серії | Режисер           | Сценарист                    | Прем'єра          |
| --------------- | ---------------- | ----------- | ----------------- | ---------------------------- | ----------------- |
| 1               | 1                |             | Євгенія Кіракосян | Степан Олійник і Артур Губка | 1 січня 2019      |
| 2               | 2                |             | Євгенія Кіракосян | Степан Олійник і Артур Губка | 1 січня 2019      |
| 3               | 3                |             | Євгенія Кіракосян | Степан Олійник і Артур Губка | 20 жовтня 2019    |
| 4               | 4                |             | Євгенія Кіракосян | Степан Олійник і Артур Губка | 27 жовтня 2019    |
| 5               | 5                |             | Євгенія Кіракосян | Степан Олійник і Артур Губка | 3 листопада 2019  |
| 6               | 6                |             | Євгенія Кіракосян | Степан Олійник і Артур Губка | 10 листопада 2019 |
| 7               | 7                |             | Євгенія Кіракосян | Степан Олійник і Артур Губка | 17 листопада 2019 |
| 8               | 8                |             | Євгенія Кіракосян | Степан Олійник і Артур Губка | 24 листопада 2019 |

### Сезон 2 (2020)
| Серія (загалом) | Серія (в сезоні) | Назва серії | Режисер           | Сценарист                                                | Прем'єра       |
| --------------- | ---------------- | ----------- | ----------------- | -------------------------------------------------------- | -------------- |
| 9               | 1                |             | Євгенія Кіракосян | Степан Олійник, Артур Губка, Сергій Хачко, Денис Голишев | 31 грудня 2020 |
| 10              | 2                |             | Євгенія Кіракосян | Степан Олійник, Артур Губка, Сергій Хачко, Денис Голишев | 31 грудня 2020 |
| 11              | 3                |             | Євгенія Кіракосян | Степан Олійник, Артур Губка, Сергій Хачко, Денис Голишев | 31 грудня 2020 |
| 12              | 4                |             | Євгенія Кіракосян | Степан Олійник, Артур Губка, Сергій Хачко, Денис Голишев | 31 грудня 2020 |
| 13              | 5                |             | Євгенія Кіракосян | Степан Олійник, Артур Губка, Сергій Хачко, Денис Голишев | 31 грудня 2020 |
| 14              | 6                |             | Євгенія Кіракосян | Степан Олійник, Артур Губка, Сергій Хачко, Денис Голишев | 31 грудня 2020 |
| 15              | 7                |             | Євгенія Кіракосян | Степан Олійник, Артур Губка, Сергій Хачко, Денис Голишев | 31 грудня 2020 |
| 16              | 8                |             | Євгенія Кіракосян | Степан Олійник, Артур Губка, Сергій Хачко, Денис Голишев | 31 грудня 2020 |
| 17              | 9                |             | Євгенія Кіракосян | Степан Олійник, Артур Губка, Сергій Хачко, Денис Голишев | 31 грудня 2020 |
| 18              | 10               |             | Євгенія Кіракосян | Степан Олійник, Артур Губка, Сергій Хачко, Денис Голишев | 31 грудня 2020 |